# Tayvon Gray
Tayvon Gray (ur. 19 sierpnia 2002 w Nowym Jorku) – jamajsko-amerykański piłkarz, występujący na pozycji obrońcy w amerykańskim klubie New York City FC oraz w reprezentacji Jamajki.

## Statystyki

### Klubowe
Na podstawie:
| Klub             | Sezonów | Liga                | Liga  | Liga   | Puchar krajowy | Puchar krajowy | Kontynentalne | Kontynentalne | Suma  | Suma   |
| Klub             | Sezonów | Liga                | Mecze | Bramki | Mecze          | Bramki         | Mecze         | Bramki        | Mecze | Bramki |
| ---------------- | ------- | ------------------- | ----- | ------ | -------------- | -------------- | ------------- | ------------- | ----- | ------ |
| New York City FC | 4       | Major League Soccer | 69    | 0      | 3              | 0              | 9             | 0             | 81    | 0      |
|                  | Łącznie | Łącznie             | 69    | 0      | 3              | 0              | 9             | 0             | 81    | 0      |

### Reprezentacyjne
Na podstawie:
| Występy i gole w reprezentacji | Występy i gole w reprezentacji | Występy i gole w reprezentacji | Występy i gole w reprezentacji | Występy i gole w reprezentacji | Występy i gole w reprezentacji | Występy i gole w reprezentacji | Występy i gole w reprezentacji | Występy i gole w reprezentacji |
| Lp.                            | Data                           | Miasto                         | Przeciwnik                     | Wynik                          | Czas                           | Gole                           | Inne                           | Rozgrywki                      |
| ------------------------------ | ------------------------------ | ------------------------------ | ------------------------------ | ------------------------------ | ------------------------------ | ------------------------------ | ------------------------------ | ------------------------------ |
| 16.                            | 08.08.2023                     | Kingston                       | Honduras                       | 1:0 (0:0)                      | 65'–90'                        |                                | 90'                            | Liga Narodów CONCACAF          |
| 17.                            | 13.10.2023                     | Saint George's                 | Grenada                        | 4:1 (2:1)                      | 1'–45'                         |                                |                                | Liga Narodów CONCACAF          |

## Sukcesy
Na podstawie:

### Klubowe
- Mistrz USA 2021
- Campeón de Campeones 2021/22